# Nymfaío
Nymfaío (Nymfaio, Nymfeo) är en ort i Grekland.   Den ligger i prefekturen Nomós Florínis och regionen Västra Makedonien, i den norra delen av landet, 400 km nordväst om huvudstaden Aten. Nymfaío ligger 1 341 meter över havet och antalet invånare är 132.
Terrängen runt Nymfaío är huvudsakligen kuperad, men den allra närmaste omgivningen är bergig. Runt Nymfaío är det ganska tätbefolkat, med 100 invånare per kvadratkilometer. Närmaste större samhälle är Florina, 16,9 km norr om Nymfaío. Omgivningarna runt Nymfaío är en mosaik av jordbruksmark och naturlig växtlighet.